# Робинсон, Чарльз
Чарльз Джеймс «Бадди» Робинсон III (род. 30 сентября 1991, Bellmawr, Нью-Джерси) — американский хоккеист, нападающий российского хоккейного клуба «Трактор», выступающего в КХЛ.

## Игровая карьера
Робинсон начал хоккейную карьеру в лиге CCHA, играя в команде университета «Лэйк Супериор», где провёл два сезона.
Не будучи задрафтованным, 25 марта 2013 года подписал трёхлетний контракт новичка с командой НХЛ «Оттава Сенаторз». Хотя Робинсон играл преимущественно в АХЛ за «Бингемтон Сенаторз», он провёл также три игры в НХЛ и в апреле 2016 года забил свой первый гол в лиге, который стал победным в матче с «Флорида Пантерз» (3:1). В общей сложности в этих трёх матчах он набрал 2 очка (1+1) при показателе полезности +2.
23 июня 2016 года подписал новый двухсторонний контракт с «Сенаторз» сроком на один год. После этого продолжил играть за «Бингемтон Сенаторз», а 24 января 2017 года был обменян вместе с Заком Стортини в «Сан-Хосе Шаркс» и оба игрока были переведены в фарм-клуб «акул» «Сан-Хосе Барракуда».
1 июля 2017 года Робинсон подписал однолетний двусторонний контракт с «Виннипег Джетс». В течение всего сезона играл за фарм-клуб «Джетс» «Манитоба Мус», сыграв в АХЛ 74 матча и заработал 53 очка (25+28).
2 июля 2018 года в качестве свободного агента подписал двухсторонний контракт с клубом «Калгари Флэймз». В течение трёх сезонов играл за «Флэймз» и их фарм-клуб «Стоктон Хит». 
29 июля 2021 года подписал однолетний двусторонний контракт с клубом «Анахайм Дакс». В составе «Дакс» Робинсон сыграл в регулярном чемпионате НХЛ 32 матча, заработав 6 очков (1+6). 
По окончании сезона перешёл в «Чикаго Блэкхокс», подписав с командой однолетний двусторонний контракт.
В НХЛ Робинсон провёл 63 поединка, забросил четыре шайбы и восемь раз ассистировал партнёрам, играя за «Оттаву Сенаторз», «Калгари Флеймз», «Анахайм Дакс» и «Чикаго Блэкхокс».
В сентябре 2023 года покинул Северную Америку и уехал в Россию, где подписал однолетний контракт с челябинским «Трактором».